# Vireo
Vireo és un gènere d'ocells de la família dels vireònids (Vireonidae).

## Taxonomia
Segons la Classificació del Congrés Ornitològic Internacional (versió 11.1, 2021) aquest gènere està format per 34 espècies:
- Vireo hypochryseus - vireó daurat.
- Vireo sclateri - vireó dels tepuis.
- Vireo philadelphicus - vireó de Filadèlfia.
- Vireo leucophrys - vireó de capell bru.
- Vireo gilvus - vireó melodiós.
- Vireo flavoviridis - vireó verd-i-groc.
- Vireo magister - vireó de Yucatán.
- Vireo olivaceus - vireó ullvermell.
- Vireo chivi - vireó chivi.
- Vireo altiloquus - vireó de bigotis.
- Vireo gracilirostris - vireó de Noronha.
- Vireo vicinior - vireó gris.
- Vireo huttoni - vireó de Hutton.
- Vireo flavifrons - vireó gorjagroc.
- Vireo carmioli - vireó alagroc.
- Vireo masteri - vireó del Chocó.
- Vireo cassinii - vireó de Cassin.
- Vireo plumbeus - vireó plumbi.
- Vireo solitarius - vireó capblau.
- Vireo osburni - vireó d'Osburn.
- Vireo modestus - vireó de Jamaica.
- Vireo nanus - vireó de la Hispaniola.
- Vireo bellii - vireó de Bell.
- Vireo latimeri - vireó de Puerto Rico.
- Vireo brevipennis - vireó pissarrós.
- Vireo atricapilla - vireó capnegre.
- Vireo nelsoni - vireó nan.
- Vireo pallens - vireó de manglar.
- Vireo approximans - vireó de Providencia.
- Vireo caribaeus - vireó de San Andrés.
- Vireo bairdi - vireó de Cozumel.
- Vireo griseus - vireó ullblanc.
- Vireo crassirostris - vireó becgròs.
- Vireo gundlachii - vireó de Cuba.